# Pennland (Schiff)
Die Pennland (II) war ein 1922 in Dienst gestelltes Passagierschiff, das anfangs unter der Flagge der White Star Line fuhr und ab 1925 von der Red Star Line überwiegend im Antwerpen-New York-Service eingesetzt wurde. Die Pennland wurde 1941 bei Kreta bei einem Luftangriff durch ein deutsches Flugzeug so schwer beschädigt, dass sie versenkt werden musste.

## Bau

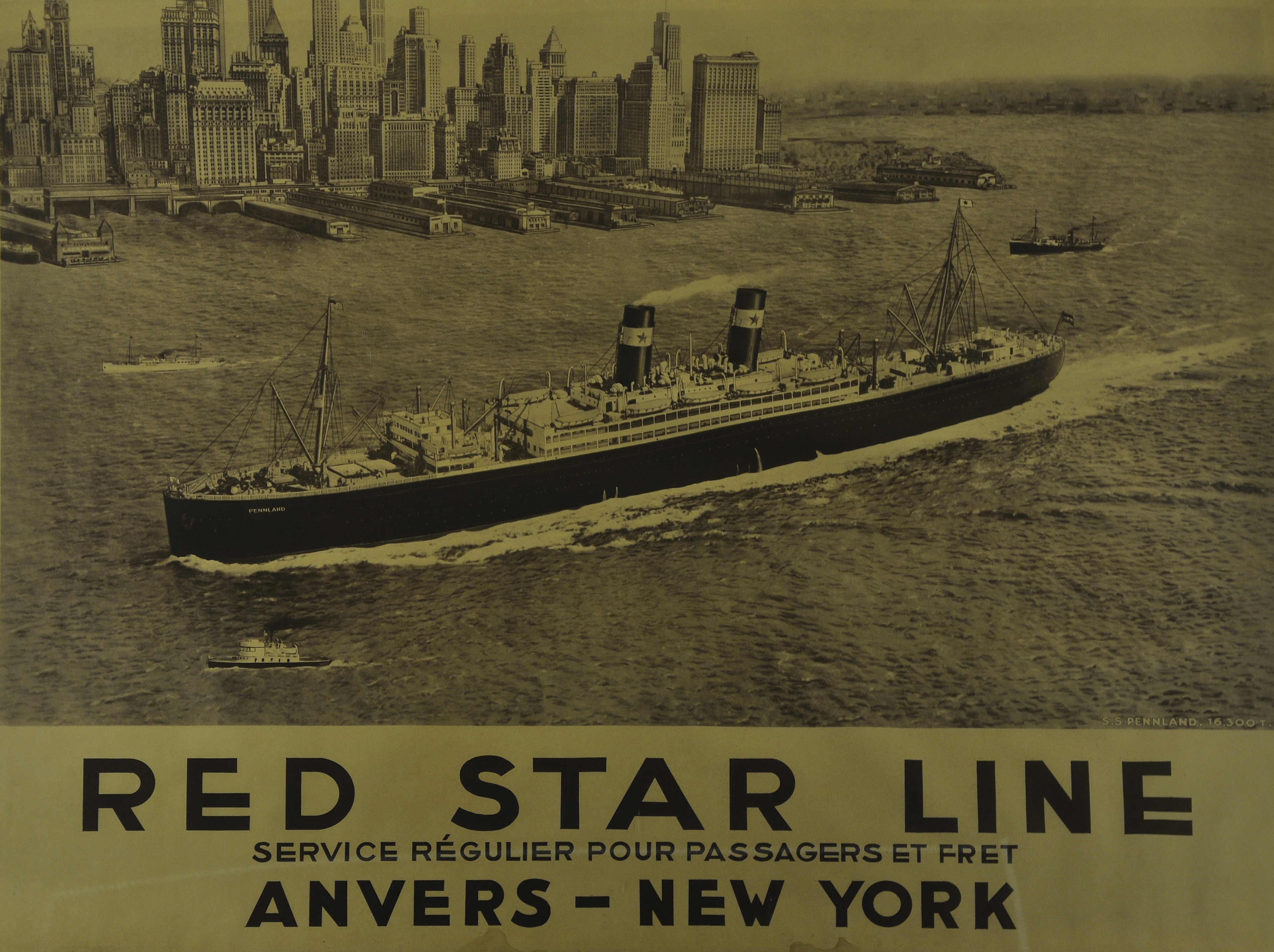
Die Pennland auf einem undatierten Werbeplakat.

Der Kiel für das 16.322 BRT große Dampfschiff wurde im November 1913 auf der Werft Harland & Wolff in Belfast gelegt, aber aufgrund des Kriegs verzögerte sich die Fertigstellung. Das Schiff wurde unter dem Namen Pittsburgh für die American Line (American Steamship Company, Philadelphia) gebaut, die ein Teil von J. P. Morgans Schifffahrtstrust International Mercantile Marine Company (IMMC) war. Sie war das letzte Schiff, das für die American Line gebaut wurde. Ihr äußeres Design ähnelte dem der Doric der White Star Line und der Regina der Dominion Line (später Westernland).
Aufgrund des Ausbruchs des Ersten Weltkriegs wurde die Arbeit am Schiff im August 1914 eingestellt. Der Stapellauf fand erst am 17. November 1920 statt. Das 175,07 Meter lange Schiff hatte zwei Schornsteine, zwei Masten, drei Propeller und konnte eine Höchstgeschwindigkeit von 15 Knoten (27,8 km/h) erreichen. Es konnten 600 Passagiere der Ersten und 1800 der Dritten Klasse an Bord genommen werden. Das Schiff wurde von einer Dreifachexpansions-Dampfmaschine und einer Niederdruckturbine angetrieben, die 12.200 PSi leisten konnten.

## Dienstzeit
Bei der Fertigstellung immer noch für die American Line gedacht, wurde das Schiff jedoch für die White Star Line in Dienst gestellt und entsprechend angepasst. Das Schiff wurde in den Hausfarben der White Star Line gestrichen, es wurde von konventioneller Kohle- auf modernere Ölverbrennung umgestellt und es wurden Davits der Marke Topliss installiert (welche 1928 durch Welin-Davits ersetzt wurden). Am 6. Juni 1922 lief die Pittsburgh in Liverpool zu ihrer Jungfernfahrt über Queenstown nach Philadelphia und Boston aus. Diese Route bediente sie zusammen mit der Haverford, die einst ebenfalls zur american Line gehört hatte. Im November desselben Jahres nahm sie die Mannschaft des italienischen Schiffs Monte Grappa auf, die im Nordatlantik aufgegeben werden musste. Ab dem 1. Dezember 1922 fuhr die Pittsburgh auf der Route Bremen–Southampton–Halifax–New York und ab dem 25. November 1923 auf der Route Hamburg–Southampton–Halifax–New York.
Ab dem 20. Januar 1925 stand der Dampfer im Dienst der Red Star Line, die ihn in Pennland umbenannte und auf der Route Antwerpen–Southampton–Halifax–New York einsetzte. Am 2. April 1926 legte die Pennland zu ihrer ersten Atlantiküberquerung für die Red Star Line ab. Registriert war sie allerdings bei der Leyland Line, die ebenfalls der IMMC angehörte. Das Schiff wurde aber nie von der Leyland Line genutzt. Im Januar 1930 erfolgte eine Neukonzipierung der Passagierklassen, sodass von da an nur noch Reisende der Touristenklasse und der Dritten Klasse befördert werden konnten. Am 16. November 1934 begann die letzte Fahrt der Pennland für die Red Star Line, die von dem deutschen Reeder Arnold Bernstein aufgekauft wurde. Danach ging sie zusammen mit den anderen Red Star-Dampfern in den Besitz der neuen Red Star Linie GmbH Hamburg über. Die Pennland wurde in ein Einklassenschiff für 486 Passagiere der Touristenklasse umgerüstet und legte am 10. Mai 1935 wieder von Antwerpen über Southampton nach New York ab.
Im April 1939 wurde die Pennland von der Holland-America Line gekauft, für die sie ab Juni 1939 ihre bisherige Route bediente. Im April 1940 vollendete das Schiff seine letzte zivile Fahrt von Antwerpen über Dünkirchen nach New York. Danach wurde sie vom britischen Ministry of War Transport (MoWT) übernommen und als Truppentransporter genutzt, bis sie am 25. April 1941 in der Souda-Bucht an der Nordwestküste Kretas durch einen deutschen Tiefflieger bombardiert und schwer beschädigt wurde. Dabei kamen vier Besatzungsmitglieder ums Leben. Das nicht mehr zu rettende Schiff wurde von dem Zerstörer Griffin durch Beschuss versenkt.